# Novaer T-Xc
O Novaer T-Xc é um projeto de avião treinador militar básico desenvolvido e construído no Brasil pela Novaer.

## Desenvolvimento
O T-Xc é um avião com asa-baixa, monoplano com trem de pouso triangular e retrátil. Tem uma cabine fechada com dois assentos. Vem com um motor a pistão Lycoming IO-540, na configuração para trator.
Desenvolvido com a intenção de substituir o Neiva Universal em serviço na Força Aérea Brasileira. Foi projetado por Joseph Kovács, importante projetista aeronáutico húngaro-brasileiro e um dos responsáveis pela criação do Embraer Tucano, baseando-se em seu antigo projeto o K-51, um projeto de uma aeronave acrobática. O primeiro voo do protótipo ocorreu em São José dos Campos em 22 de agosto de 2014.
Foi também proposta uma variante de um avião utilitário de quatro assentos.

## Variantes
T-Xc
Dois assentos para treino básico
U-Xc
Quatro assentos para aviação geral